# Schlacht von Pirot
Die Schlacht von Pirot (auch Schlacht bei Pirot, oder Kampf um Pirot, bulgarisch Пиротско сражение Pirotsko sraschenie, serbisch Битка код Пирот) war eine Schlacht im Serbisch-Bulgarischen Krieg von 1885 bei der im Balkangebirge liegenden serbische Stadt Pirot. Die Schlacht dauerte vom 14. Novemberjul. / 26. November 1885greg. bis zum 15. Novemberjul. / 27. November 1885greg..

## Vorgeschichte
Als die Vereinigung des Fürstentum Bulgariens mit der osmanischen Provinz Ostrumelien durch den Bulgaren vollzogen wurde, griff das Königreich Serbien Bulgarien an. Nach der dreitägigen Abwehrschlacht bei Sliwniza kämpften bulgarische Truppen erfolgreich in Gurguljat (7. November) und Dragoman (10. November). Am 11. November startete die bulgarische Armee ihre Gegenoffensive auf der ganzen Front und schlug am 12. November die Šumadija-Division der Serben bei Zaribrod und Neschkow Berg. Am 13. November ruhten die Kampfhandlungen als serbische Unterhändler um einen Waffenstillstand ersuchten, der von Russland, den europäischen Großmächte und das Osmanische Reich (nominell Prinzipal des Fürstentum Bulgariens) durch diplomatischen Noten an Bulgarien unterstützt wurde. Der Tag wurde von der serbischen Nišava-Armee zum Ausbau der Verteidigungspositionen in den östlich von Pirot gelegenen Anhöhen genutzt.

## Schlachtverlauf

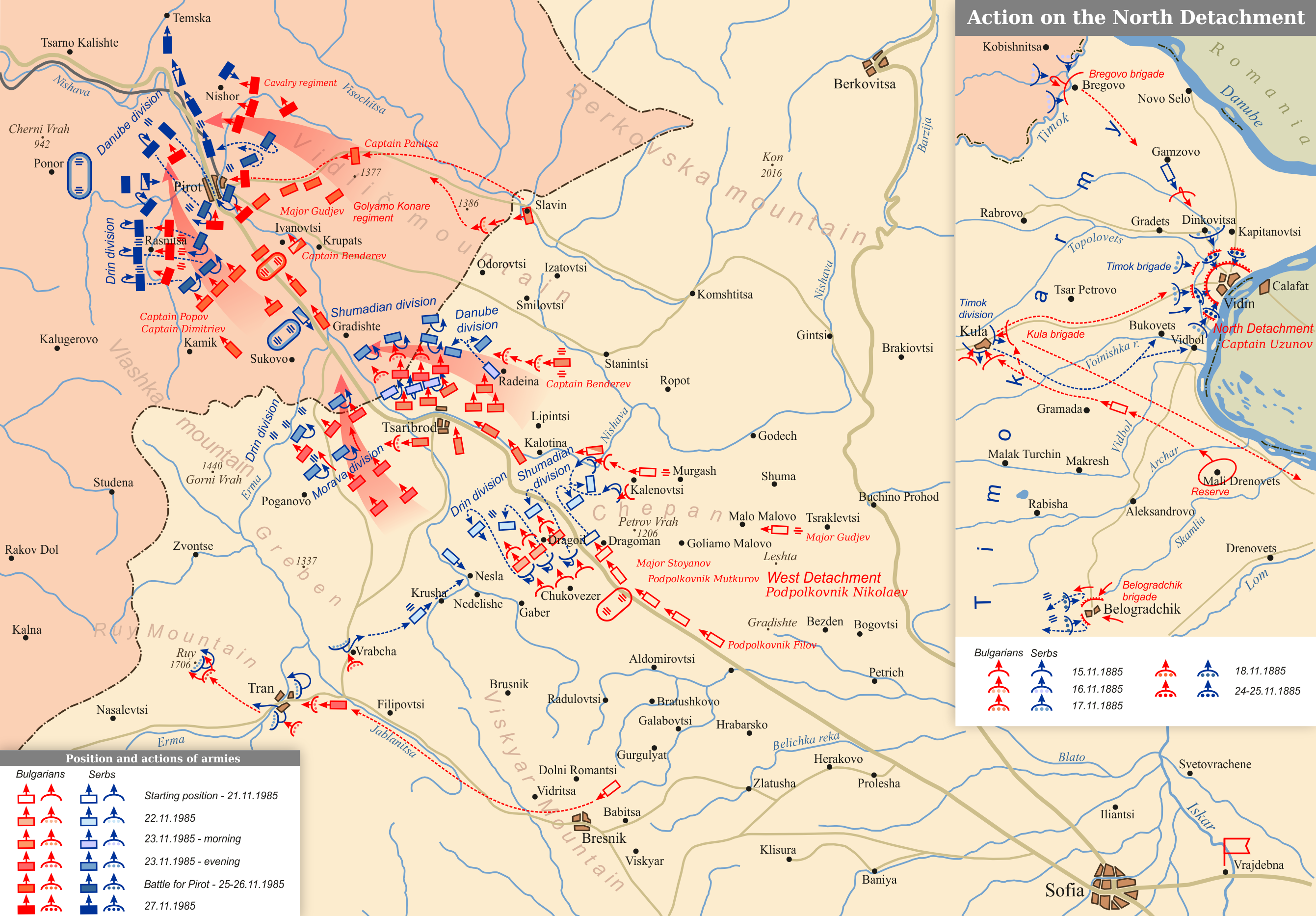
Der Serbisch-Bulgarischer Krieg 1885

Am 14. November lehnte Bulgarien einen Waffenstillstand ohne eine Anerkennung der Vereinigung ab und nahm die Gegenoffensive westwärts in Richtung Niš auf. Am selben Tag erreichte die Bulgarische Armee mit ca. 45.000 Mannstärke Pirot, wo die Serben bereits um die 65.000 Soldaten für die Verteidigung der Stadt konzentrierten. 
Die bulgarische Streitkräfte standen unter der Leitung von Oberst Danail Nikolaew und die Militärführung teilte die Hauptkräfte vor der Schlacht auf: die zentralen Kräfte unter Oberstleutnant Sawa Mutkurow (um die 6000 Man) folgten der Hauptstraße (Via Militaris) in Richtung Stadt; nördlich davon leitete Major Awram Gudschew ca. 9000 man gegen die bei Nišor verschanzten Reste der Šumadija-Division; gegen die südlich von Pirot verschanzen Kräfte der Drina-Division leitete Hauptmann Nikifow Nikiforow 4000 Mann entlang des Nišava Flusses, Hauptmann Petko Stojanow und Hauptmann Christo Popow nahmen mit je ca. 4000 Mann südlich davon den Weg über Petrovac gegen den Berg Crni Vrch. Die Reserve wurde von Unteroffizier Dimitar Filow geleitet und ihm unterstanden weitere irregulären Einheiten die von Hauptmann Atanas Benderew und Hauptmann Kosta Paniza (ca. 1600 Freiwillige aus Makedonien) geführt wurden.

### 26. November
Noch am Tag der Ankunft entschied sich die bulgarische Militärführung für die Erstürmung des Bergs Crni Vrch, und gegen 15 Uhr wurden die ersten Kämpfe geführt. Die Kompanien von Stojanow und Popow konnten bis zum Abend die serbischen Positionen auf der Anhöhe Divan einnehmen. Am nördlichen Abschnitt gelang es Gudschew die Anhöhe Parcovec von der 10. Kompanie der Šumadija-Division kurzzeitig einzunehmen musste sich aber im Verlauf des Tages zurückziehen. 
Mit der erfolgreichen Offensive auf der südlichen Flanke, setzten sich die zentralen Kräfte um Nikiforow und Mutkurow in Bewegung. Bis zum Abend gelang es Mutkurows Kräfte Drzina einzunehmen und Richtung Pirot zu marschieren, wurden jedoch von der serbischen Artillerie abgehalten in der Stadt zu gelangen. In der Zwischenzeit versuchten zwei Bataillone der Morava-Division über das nördlich gelegene Gradašnica die Stadt zu erreichen, wurden jedoch von abrückenden Kräften der Šumadija-Division daran gehindert.
Als Ergebnis des Tages fielen auf bulgarischer Seite 48 Soldaten, 136 wurde verletzt und 27 als vermisst gemeldet. Auf serbischer Seite fliehen 67 Soldaten, 134 wurden verletzt und 85 in Gefangenschaft genommen. 

### 27. November
In der Nacht zum 27. November reorganisierte sich die serbische Armee; die Šumadija-Division nahm Positionen zwischen den nördlich gelegenen Dobri Dol und Nišor ein, die Donau-Division konzentrierte ihre Kräfte westlich der Stadt und die Drina-Division zog sich hinter den Positionen der Morava-Division zurück, die als zweite Verteidigungslinie hinter den eigentlichen Verteidigungspositionen der Drina-Division im Zentrum aufgestellt war.
In der Nacht gelang es Stojanows und Popows Kompanien die serbische Positionen auf den Berg Crni Vrch einzunehmen. Im Morgengrauen rückte Gudschews Kolonne gegen die Šumadija-Division an und zwang sie trotz zahlenmäßige Überlegenheit (9 bulgarische gegenüber 16 serbische Bataillone) zum Rückzug in Richtung Temska-Fluss. Damit war die Stadt vom Süden, Osten und Norden umzingelt und die bulgarische Militärführung befehligte den Sturm der Stadt. Der Sturm kam für die Serben unerwartet und zwang sie neben Straßenkämpfen zum chaotischen Abzug auf der ganzen Verteidigungslinie. Major Gudschew nahm daraufhin mit Unterstützung Panizas Freiwilligenkompanie die Verfolgung auf. Damit war der Weg ins ca. 60 Kilometer entfernte Niš und die Morava-Ebene für die bulgarische Armee frei.
Insgesamt wurden in der Schlacht von Pirot auf serbischer Seite 700 Menschen getötet und 560 verletzt. Die Verluste der bulgarischen Armee erreichten 1.050 Tote und Verwundete, und 165 Menschen verschwanden spurlos.

## Folgen
Nach dem überzeugenden Sieg bei Pirot bereitete sich die bulgarische Armee am 16. November auf einen Angriff auf Niš vor. Um eine endgültige serbische Niederlage und ein Bulgarisches Großreich zu verhindern traft am selben Tag im Hauptquartier der bulgarischen Armee Graf Rudolf von Khevenhüller-Metsch, Botschafter Österreich-Ungarn in Serbien ein und warnte die bulgarische Führung, dass sie im Falle einer weiteren Offensive auf österreichisch-ungarische Truppen treffen würde. Dieses Ultimatum setzte dem serbisch-bulgarischen Krieg ein Ende. Am 16. Novemberjul. / 28. November 1885greg. schlossen Bulgarien und Serbien einen Waffenstillstand.
Im Frieden von Bukarest von 3. März 1886 wurden gegenseitige Gebietsforderungen zwischen Serbien und Bulgarien ausgeschlossen und das Osmanische Reich akzeptierte im Tophane-Vertrag grundsätzlich die Vereinigung Bulgariens und Ostrumeliens unter der Bedingung, dass der bulgarische Fürst Alexander I. über Ostrumelien weiterhin als formal vom Sultan eingesetzter Statthalter regieren solle.